# Javi Martínez (football, 1999)
Cet article concerne un footballeur espagnol né en 1999. Pour le footballeur espagnol né en 1988, voir Javi Martínez.
Javier "Javi" Martínez Calvo, né le 22 décembre 1999 à Ólvega en Espagne, est un footballeur espagnol qui évolue au poste de milieu offensif au SD Eibar.

## Biographie

### En club
Né à Ólvega en Espagne, Javi Martínez est formé par le CA Osasuna. Il commence sa carrière alors que le club évolue en deuxième division espagnole et joue son premier match le 31 mai 2019 face au Córdoba CF, en championnat. Il entre en jeu à la place de Xisco lors de cette rencontre remportée par son équipe (2-3). Le club est promu en première division et sacré champion de deuxième division à l'issue de cette saison.
Javi Martínez joue son premier match en Liga le 19 juillet 2020, face au RCD Majorque. Il entre en jeu à la place de Kike Barja, et les deux équipes se séparent sur un match nul (2-2),.
Le 31 janvier 2023, Javi Martínez est prêté jusqu'à la fin de la saison à la SD Huesca.
Le 23 août 2023, Martínez est de nouveau prêté à la SD Huesca, cette fois pour la durée d'une saison.

### En sélection
Javi Martínez représente l'équipe d'Espagne des moins de 19 ans, avec laquelle il joue quatre matchs entre 2017 et 2018.

## Palmarès
CA Osasuna
- Championnat d'Espagne de deuxième division (1) :
  - Champion : 2018-2019.